# Port lotniczy Freetown
Port lotniczy Freetown, znany także jako Port lotniczy Lungi (ang. Freetown-Lungi International Airport) (IATA: FNA, ICAO: GFLL) - międzynarodowy port lotniczy w Lungi, koło Freetown (Sierra Leone). Jest największym lotniskiem w Sierra Leone.

## Linie lotnicze i połączenia
| Linia Lotnicza     | Kierunek                                                       |
| ------------------ | -------------------------------------------------------------- |
| Air Peace          | 1. Lagos                                                       |
| Air Senegal        | 1. Bandżul 2. Dakar-Diass                                      |
| ASKY Airlines      | 1. Akra 2. Bandżul 3. Lomé                                     |
| Brussels Airlines  | 1. Bruksela 2. Monrovia                                        |
| Ethiopian Airlines | 1. Addis Abeba (od 31 maja 2024) 2. Wagadugu (od 31 maja 2024) |
| Kenya Airways      | 1. Akra 2. Nairobi                                             |
| Royal Air Maroc    | 1. Casablanca                                                  |
| Turkish Airlines   | 1. Stambuł 2. Wagadugu                                         |